# Morrinhos do Sul
Morrinhos do Sul est une ville brésilienne de la mésorégion métropolitaine de Porto Alegre, capitale de l'État du Rio Grande do Sul, faisant partie de la microrégion d'Osório et située à 181 km au nord-est de Porto Alegre. Elle se situe à une latitude de 29° 21′ 53″ sud et à une longitude de 49° 56′ 04″ ouest, à 180 m d'altitude. Sa population était estimée à 3 241 en 2007, pour une superficie de 165 km2. L'accès s'y fait par la RS-494.
Morrinhos do Sul doit son nom à trois petites collines (morrinhos) situées à proximité.
Les premiers colons allemands arrivèrent dans l'endroit en 1825-26, attirés par les terres fertiles de la région. La première école fut installée en 1931 et l'église, en 1934. L'électricité arriva en 1964 et le téléphone, en 1984.
La première activité économique s'est faite autour de l'industrie de la canne à sucre, pour transformer celle-ci en sucre et en cachaça. Actuellement, la commune essaye de se positionner comme un important producteur de fruits et de légumes.

## Villes voisines
- Mampituba
- Torres
- Dom Pedro de Alcântara
- Três Cachoeiras
- Três Forquilhas